# Mini-Typ
Der Mini-Typ, Mini Bulk Carrier, Hakodate Mini oder Mini ship, ist eine Baureihe von Mehrzweck-Küstenschiffen mit geringem Tiefgang.

## Geschichte
Die Baureihe wurde Ende der 1960er Jahre vom griechischen Reeder George P. Livanos initiiert. Für dessen Reederei Ceres Hellenic Shipping Enterprises wurden daraufhin insgesamt 52 Einheiten bei mehreren japanischen Werften in Auftrag gegeben. Der Schiffstyp war für den Einsatz in Gegenden mit schlecht ausgebauter Hafeninfrastruktur und mit geringen Wassertiefen vorgesehen und wurde unter anderem bei Einsätzen der Vereinten Nationen in Bangladesch und Indien eingesetzt.

## Technik
Die Schiffe sind als Mehrzweck-Trockenfrachtschiffe mit ganz achtern angeordnetem Deckshaus und geringem Tiefgang ausgelegt. Die Schiffe besitzen zwei Laderäume mit großem Decksöffnungsgrad. Ein Großteil der Schiffe wurde mit einem oder zwei IHI-Schiffskränen ausgerüstet. Der Laderauminhalt der Schiffe beträgt 3785 m³ Getreideraum und 3669 m³ Ballenraum.
Der Antrieb der Schiffe besteht aus zwei Sechszylinder-Viertakt-Dieselmotoren des Typs Daihatsu 6 PSTCM mit einer Leistung von jeweils 500 PS und ermöglicht eine Geschwindigkeit von 10 Knoten.

## Die Schiffe (Auswahl)
| Mini-Typ                           | Mini-Typ                            | Mini-Typ   | Mini-Typ          | Mini-Typ                    | Mini-Typ |
| Bauname                            | Bauwerft/ Baunummer                 | IMO-Nummer | Ablieferung       | Eigner Auftraggeber         | Spätere Namen und Verbleib |
| ---------------------------------- | ----------------------------------- | ---------- | ----------------- | --------------------------- | --- |
| Mini Luck                          | Hakodate Dock Company, Hakodate/447 | 6922262    | März 1969         | Elmini Luck Inc., Monrovia  | 1986 Sea Nass, ab 26. November 2024 in Alang verschrottet.                                                                                 |
| Mini Lord                          | Hakodate Dock Company, Hakodate/448 | 6922250    | Juli 1969         | Elmini Lord Inc., Monrovia  | am 21. November 1976 auf einer Reise von Triest nach Tartous mit der Costis Taf kollidiert und auf der Position 37,52°N 023,11°E gesunken. |
| Mini Lady                          | Hakodate Dock Company, Hakodate/449 | 7000281    | 18. November 1969 | Elmini Lady Inc., Monrovia  | 1987 Kiunga Chief, am 19. Februar 2008 im Register gelöscht.                                                                               |
| Mini Lance                         | Hakodate Dock Company, Hakodate/450 | 7000293    | 8. November 1969  | Elmini Lance Inc., Monrovia | 1989 Sea Sabah, so in Fahrt. |
| Mini Lace                          | Hakodate Dock Company, Hakodate/451 | 7000308    | Oktober 1969      | Elmini Lace Inc., Monrovia  | am 18. Juli 2011 im Register gelöscht. |
| Mini Lane                          | Hakodate Dock Company, Hakodate/452 | 7009196    | Februar 1970      | Elmini Lane Inc., Monrovia  | 1989 Sea Sheikh, 2021 Jwala, so in Fahrt.                                                                                                  |
| Mini Lift                          | Hakodate Dock Company, Hakodate/453 | 7009201    | Februar 1970      | Elmini Lift Inc., Monrovia  | 1987 Sea Wind, 2001 Sea Wind I, ab 22. März 2014 in Gadani verschrottet.                                                                   |
| Mini Light                         | Hakodate Dock Company, Hakodate/454 | 7009213    | 1. Februar 1970   | Elmini Light Inc., Monrovia | am 11. Juli 2011 im Register gelöscht. |
| Mini Leo                           | Hakodate Dock Company, Muroran/474  | 7017260    | Juni 1970         | ?                           | ? |
| Mini Lake                          | Hakodate Dock Company, Muroran/475  | 7015391    | Juni 1970         | ?                           | ? |
| Mini Lamp                          | Hakodate Dock Company, Muroran/476  | 7015406    | Juni 1970         | ?                           | ? |
| Mini Lass                          | Hakodate Dock Company, Muroran/477  | 7021235    | August 1970       | ?                           | ab 3. November 1993 bei Southern Scrap Metal Company in New Orleans verschrottet.                                                          |
| Mini Laud                          | Hakodate Dock Company, Muroran/478  | 7021247    | August 1970       | ?                           | ab 26. Januar 2000 in New Orleans verschrottet.                                                                                            |
| Mini Lead                          | Hakodate Dock Company, Muroran/479  | 7021259    | August 1970       | ?                           | ? |
| Mini Lap                           | Hakodate Dock Company, Muroran/480  | 7026778    | Oktober 1970      | ?                           | ? |
| Mini Lad                           | Hakodate Dock Company, Muroran/481  | 7026780    | Oktober 1970      | ?                           | ab 7. Juni 1996 bei Southern Scrap Metal Company in New Orleans verschrottet.                                                              |
| Mini Libra                         | Hakodate Dock Company, Muroran/482  | 7026792    | Oktober 1970      | ?                           | ? |
| Mini League                        | Hakodate Dock Company, Muroran/483  | 7035860    | 3. Dezember 1970  | ?                           | ? |
| Mini Lagoon                        | Hakodate Dock Company, Muroran/506  | 7035913    | Dezember 1970     | ?                           | ab 26. Juli 1993 bei Southern Scrap Metal Company in New Orleans verschrottet.                                                             |
| Mini Latria                        | Hakodate Dock Company, Muroran/507  | 7035925    | 22. Dezember 1970 | Elmini Latria Inc., Piräus  | ? |
| Mini Log                           | Narasaki Zosen, Muroran/761         | 7112008    | 24. August 1971   | Elmini Log Inc., Piräus     | 1973 Global Trader, 1980 Kaien, 1984 Olympia.                                                                                              |
| Mini Labor                         | Narasaki Zosen, Muroran/762         | 7110440    | 22. Juli 1971     | Elmini Labor Inc., Piräus   | Seit 26. Januar 1982 in New Orleans aufgelegt, im Jahr 2000 in den USA verschrottet.                                                       |
| Mini Loaf                          | Narasaki Zosen, Muroran/763         | 7116406    | 27. Oktober 1971  | Elmini Loaf Inc., Piräus    | 1997 Kila, 2004 Isabella, 2006 Lindabella, 2006 Arturo Express, 2007 Green Diamond, 2011 El Navegante, 2014 Maria Jose.                    |
| Mini Lido                          | Narasaki Zosen, Muroran/764         | 7120550    | 7. Dezember 1971  | Elmini Lido Inc., Piräus    | Am 6. März 1982 auf der Reise mit Stahlprodukten von Barcelona nach Djidjelli auf der Position Φ 36,50°N; Λ 005,47°E verlorengegangen.     |
| Daten: Equasis, Miramar Ship Index |                                     |            |                   |                             | |